# Pita de les Moluques septentrionals
La pita de les Moluques septentrionals (Erythropitta rufiventris) és una espècie d'ocell de la família dels pítids (Pittidae) que habita els boscos de les illes Moluques septentrionals.